# Apple Performa Plus Display
Het Apple Performa Plus Display is een CRT-beeldscherm met een diagonaal van 35 cm (14-inch) dat ontworpen, gefabriceerd en verkocht werd door Apple Computer van september 1992 tot juli 1994. Het scherm werd samen met de Performa 400 uitgebracht.
Het beeldscherm heeft een vaste resolutie van 640×480 pixels met een vernieuwingsfrequentie van 66,7 Hz en is voorzien van een DA-15-connector die gebruikt wordt door de Macintosh II-familie en de daaropvolgende Macintosh computers en videokaarten. Er bestaan twee uitvoeringen: model M9102LL/D heeft een draaibare standaard, model M9102LL/B heeft een uitklapbare voet.